# پوش (امواج)
در فیزیک و مهندسی، پوش (به انگلیسی: envelope) یک سیگنال نوسانی یک منحنی هموار است که حداکثر و حداقل آن را مشخص می‌کند؛ بنابراین، پوش مفهوم دامنه ثابت را به دامنه لحظه‌ای (به انگلیسی: instantaneous amplitude) تعمیم می‌دهد. شکل، یک موج سینوسی مدوله‌شده را نشان می‌دهد که بین یک پوش بالا و یک پوش پایین درحال تغییر است. تابع پوش ممکن است تابعی از زمان، مکان، زاویه یا در واقع از هر متغیری باشد.

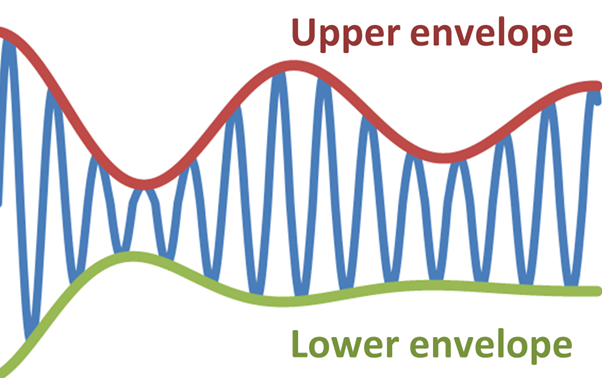
پوش برای موج سینوسی مدوله‌شده.

## در امواج ضربانی

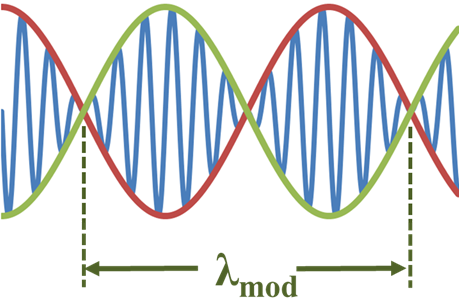
یک موج مدوله‌شده از افزودن دو موج سینوسی با دامنه یکسان و طول‌موج و فرکانس تقریباً یکسان.

یک موقعیت رایج که منجر به یک تابع پوش در هر دو فضای x و زمان t می‌شود، برهم‌نهی دو موج با طول‌موج و فرکانس تقریباً یکسان است:
{\displaystyle {\begin{aligned}F(x,\ t)&=\sin \left[2\pi \left({\frac {x}{\lambda -\Delta \lambda }}-(f+\Delta f)t\right)\right]+\sin \left[2\pi \left({\frac {x}{\lambda +\Delta \lambda }}-(f-\Delta f)t\right)\right]\\[6pt]&\approx 2\cos \left[2\pi \left({\frac {x}{\lambda _{\rm {mod}}}}-\Delta f\ t\right)\right]\ \sin \left[2\pi \left({\frac {x}{\lambda }}-f\ t\right)\right]\end{aligned}}}
که از فرمول مثلثاتی برای جمع دو موج سینوسی، و تقریب Δ λ ≪ λ استفاده می‌کند:
{\displaystyle {\frac {1}{\lambda \pm \Delta \lambda }}={\frac {1}{\lambda }}\ {\frac {1}{1\pm \Delta \lambda /\lambda }}\approx {\frac {1}{\lambda }}\mp {\frac {\Delta \lambda }{\lambda ^{2}}}.}
در اینجا λ‌mod طول‌موج مدولاسیون توسط: داده می‌شود.
{\displaystyle \lambda _{\rm {mod}}={\frac {\lambda ^{2}}{\Delta \lambda }}\ .}
این طول‌موج مدولاسیون دو برابر خود پوش است زیرا هر نیم طول‌موج موج کسینوس مدوله‌کننده هم مقادیر مثبت و هم منفی موج سینوسی مدوله‌شده را کنترل می‌کند. به همین ترتیب، فرکانس ضربانی فرکانس پوش، دو برابر موج مدوله‌کننده یا ۲Δ f است.
اگر این موج یک موج صوتی باشد، گوش فرکانس مربوط به f را می‌شنود و دامنه این صوت با فرکانس ضربان تغییر می‌کند.

### سرعت فاز و گروه

مربع قرمز با سرعت فاز حرکت می‌کند و دایره‌های سبز با سرعت گروه منتشر می‌شوند.

شناسه‌تابع سینوسی‌های بالا جدا از ضریب {\displaystyle \pi }۲ عبارتند از:
{\displaystyle \xi _{C}=\left({\frac {x}{\lambda }}-f\ t\right)\,}
{\displaystyle \xi _{E}=\left({\frac {x}{\lambda _{\rm {mod}}}}-\Delta f\ t\right)\,}
با زیرنویس‌های C و E که به حامل و پوش اشاره دارد. همان دامنه F موج از مقادیر یکسان ξC و ξE حاصل می‌شود، که هر کدام ممکن است خود به همان مقدار بر روی انتخاب‌های مختلف اما به درستی مرتبط x و t برگردانند. این تغییرناپذیری به این معنی است که می‌توان این شکل‌موج‌ها را در فضا ردیابی کرد تا سرعت یک موقعیت با دامنه ثابت را در زمان انتشار پیدا کرد. برای ثابت ماندن آرگومان موج حامل، شرط این است:
{\displaystyle \left({\frac {x}{\lambda }}-f\ t\right)=\left({\frac {x+\Delta x}{\lambda }}-f(t+\Delta t)\right)\,}
که نشان می‌دهد برای ثابت نگه‌داشتن دامنه، فاصله Δx با فاصله زمانی Δt با اصطلاح سرعت فاز vp مرتبط است.
{\displaystyle v_{\rm {p}}={\frac {\Delta x}{\Delta t}}=\lambda f\ .}
از سوی دیگر، همین ملاحظات نشان می‌دهد که پوش با سرعت گروه به اصطلاح vg منتشر می‌شود:
{\displaystyle v_{\rm {g}}={\frac {\Delta x}{\Delta t}}=\lambda _{\rm {mod}}\Delta f=\lambda ^{2}{\frac {\Delta f}{\Delta \lambda }}\ .}
عبارت رایج‌تر برای سرعت گروه با معرفی بردار موج k به دست می‌آید:
{\displaystyle k={\frac {2\pi }{\lambda }}\ .}
متوجه می‌شویم که برای تغییرات کوچک Δλ، مقدار تغییر کوچک مربوطه در بردار موج، مثلاً Δk، برابر است با:
{\displaystyle \Delta k=\left|{\frac {dk}{d\lambda }}\right|\Delta \lambda =2\pi {\frac {\Delta \lambda }{\lambda ^{2}}}\,}
بنابراین سرعت گروه را می‌توان به صورت زیر بازنویسی کرد:
{\displaystyle v_{\rm {g}}={\frac {2\pi \Delta f}{\Delta k}}={\frac {\Delta \omega }{\Delta k}}\,}
که در آن ω فرکانس برحسب رادیان بر ثانیه است: ω = ۲{\displaystyle \pi }f. در همه مجیط‌ها، فرکانس و بردار موج با یک رابطه پاشش، ω = ω(k) مرتبط هستند و سرعت گروه را می‌توان نوشت:
{\displaystyle v_{\rm {g}}={\frac {d\omega (k)}{dk}}\ .}

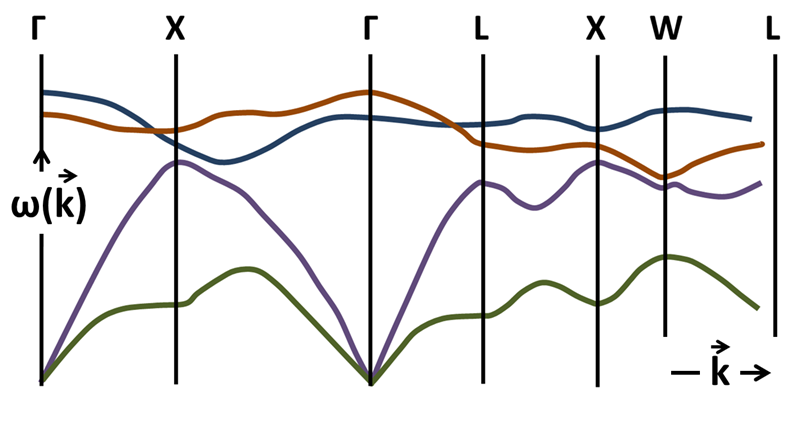
رابطه پاشش ω = ω(k) برای برخی از امواج مربوط به ارتعاشات شبکه در GaAs.

در محیطی مانند خلاء کلاسیک، رابطه پاشش امواج الکترومغناطیسی به صورت زیر است:
{\displaystyle \omega =c_{0}k}
که در آن c0 سرعت نور در خلاء کلاسیک است. برای این مورد، سرعت فاز و گروه هر دو c0 هستند.
دربه اصطلاح محیط‌های پاشنده، رابطه پاشش می‌تواند تابعی پیچیده از بردار موج باشد، و سرعت فاز و گروه یکسان نیست. به عنوان مثال، برای انواع مختلفی از امواج نشان داده شده توسط ارتعاشات اتمی (فونون) در GaAs، روابط پاشش در شکل برای جهات مختلف بردار موج k نشان داده شده است. در حالت کلی، سرعت فاز و گروه ممکن است جهت‌های متفاوتی داشته باشند.

## در تقریب تابع

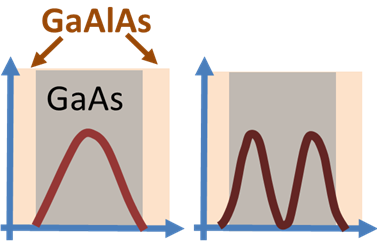
احتمالات الکترون در کمترین دو حالت کوانتومی یک چاه کوانتومی گالیوم آرسنید ۱۶۰ آنگسترومی در ساختار ناهمگون GaAs- GaAlAs همان‌طور که از توابع پوش محاسبه شده است.

در فیزیک ماده چگال، یک تابع ویژه انرژی برای یک حامل بار سیار در یک کریستال می‌تواند به صورت موج بلوخ بیان شود:
{\displaystyle \psi _{n\mathbf {k} }(\mathbf {r} )=e^{i\mathbf {k} \cdot \mathbf {r} }u_{n\mathbf {k} }(\mathbf {r} )\ ,}
که در اینجا n شاخص برای باند (مثلاً نوار هدایت یا ظرفیت) است r موقعیت مکانی است و k یک بردار موج است. این نمایی یک تابع متغیر سینوسی است که مربوط به یک پوش مدوله‌کننده متغیر است که باسرعت بخش متغیر تابع‌موج un,k را مدوله می‌کند رفتار تابع‌موج نزدیک به هسته اتم‌های شبکه را توصیف می‌کند. پوش به مقادیر k درون یک بازه محدود شده توسط ناحیه بریلوئن کریستال محدود می‌شود، و این موضوع سرعت تغییر آن را با مکان r محدود می‌کند.
در تعیین رفتار حامل‌ها با استفاده از مکانیک کوانتومی، معمولاً از تقریب پوش استفاده می‌شود که در آن معادله شرودینگر برای اشاره فقط به رفتار پوش ساده شده است و شرایط مرزی به جای تابع‌موج کامل، به‌طور مستقیم به تابع پوش اعمال می‌شود. به عنوان مثال، تابع‌موج حاملی که در نزدیکی ناخالصی به دام افتاده است توسط یک تابع پوش F کنترل می‌شود که برهم‌نهی توابع بلوخ حاکم است:
{\displaystyle \psi (\mathbf {r} )=\sum _{\mathbf {k} }F(\mathbf {k} )e^{i\mathbf {k\cdot r} }u_{\mathbf {k} }(\mathbf {r} )\,}
که در آن مولفه‌های فوریه پوش F (k) از معادله تقریبی شرودینگر یافت می‌شود. در برخی کاربردها، قسمت تناوبی uk با مقدار آن در نزدیکی لبه نوار جایگزین می‌شود، مثلاً k = k0 و سپس:
{\displaystyle \psi (\mathbf {r} )\approx \left(\sum _{\mathbf {k} }F(\mathbf {k} )e^{i\mathbf {k\cdot r} }\right)u_{\mathbf {k} =\mathbf {k} _{0}}(\mathbf {r} )=F(\mathbf {r} )u_{\mathbf {k} =\mathbf {k} _{0}}(\mathbf {r} )\ .}

## در الگوهای پراش

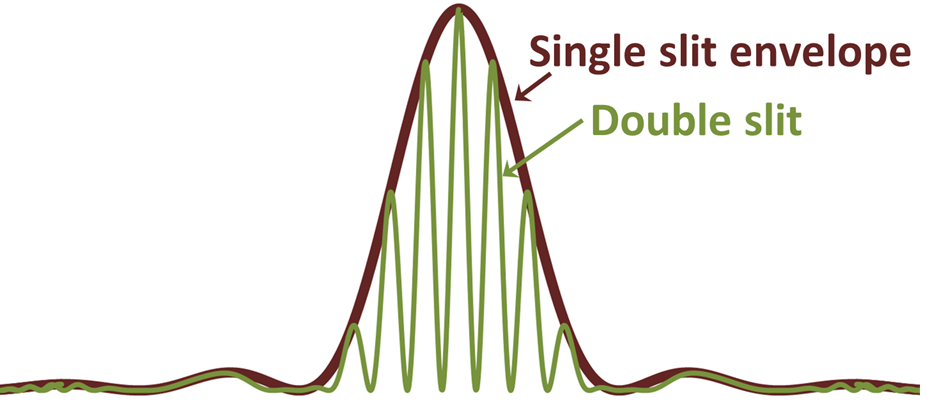
الگوی پراش یک شکاف دوتایی دارای یک پوش تک‌شکافی است.

الگوهای پراش از شکاف‌های متعدد دارای پوش‌هایی هستند که توسط الگوی پراش تک‌شکافی تعیین می‌شوند. برای یک شکاف منفرد الگوی زیر به دست می‌آید:
{\displaystyle I_{1}=I_{0}\sin ^{2}\left({\frac {\pi d\sin \alpha }{\lambda }}\right)/\left({\frac {\pi d\sin \alpha }{\lambda }}\right)^{2}\,}
که α زاویه پراش، d عرض شکاف و λ طول‌موج است. برای شکاف‌های متعدد، الگوی است.
{\displaystyle I_{q}=I_{1}\sin ^{2}\left({\frac {q\pi g\sin \alpha }{\lambda }}\right)/\sin ^{2}\left({\frac {\pi g\sin \alpha }{\lambda }}\right)\,}
که در آن q تعداد شکاف‌ها و g ثابت توری است. ضریب اول، نتیجه تک‌شکاف I1، ضریب دوم را که باسرعت بیشتری تغییر می‌کند، مدوله می‌کند که به تعداد شکاف‌ها و فاصله آنها بستگی دارد.

## برآورد
آشکارساز پوش مداری است که سعی می‌کند پوش را از سیگنال آنالوگ استخراج کند.
در پردازش سیگنال دیجیتال، پوش ممکن است با استفاده از تبدیل هیلبرت یا دامنه متحرک مؤثر (RMS) تخمین‌زده شود.